# Baborówko
Baborówko is een plaats in het Poolse district Szamotulski, woiwodschap Groot-Polen. De plaats maakt deel uit van de gemeente Szamotuły en telde in 2011 491 inwoners.
De plaats werd voor het eerst genoemd in 1421 en was bezit van de familie Baworowski.De plaats was bekend als Baworowo Minor, het dorp Baborowo ligt enkele kilometers verderop. In de late negentiende eeuw, kwam het dorp in handen van een Duitse familie von Hantelmanów. Zij lieten rond 1895 een paleis bouwen met art-nouveau-elementen. Vanaf 1953 bevond zich in het paleis een afdeling Experimentele Bodemkunde. Tegenwoordig is het paleis in particuliere handen.

## Verkeer en vervoer
- Station Baborówko ligt op de verbinding Poznan-Szczecin.

## Sport en recreatie
Door deze plaats loopt de Europese wandelroute E11. De E11 loopt van Den Haag naar het oosten, op dit moment de grens Polen/Litouwen. Ter plaatse is de route niet bewegwijzerd en komt de route langs de regionale weg 185P vanuit Szamotuły en vervolgt naar Pamiątkowo.